# Ernst Landsberg
Ernst Landsberg (* 12. Oktober 1860 in Stolberg (Rheinland); † 29. September 1927 in Bonn) war ein deutscher Jurist und  Rechtshistoriker.

## Leben
Ernst Landsberg war der Sohn von Elias Landsberg, Generaldirektor (1869–88) der Stolberger Hütte. Sein Onkel Ludwig Bamberger zählt zu den Gründern der Deutschen Bank AG. Noch vor dem zwanzigsten Lebensjahr schloss Landsberg sein Jurastudium ab. Danach war er zuerst dem Kaiserlichen Landgericht Colmar als Referendar zugewiesen, gleichzeitig leistete er seinen Wehrdienst als Einjährig-Freiwilliger ab. Nach seiner Entlassung als Gefreiter am 30. September 1881 (normalerweise wurde man als Einjähriger mit dem Unteroffiziersgrad entlassen oder bei entsprechender Leistung sogar zum Reserveoffizier qualifiziert, was für Juden aber ab 1893 gar nicht mehr möglich war), kam er an das Königliche Landgericht Bonn. In dieser Zeit hat er seine Habilitation vorbereitet und daneben noch die Herausgabe eines Werkes aus dem Nachlass des Juristen Theodor Muther über Johannes Urbach. Mit der Probevorlesung am 6. März 1883 war die Habilitation abgeschlossen. Er war der erste Jude, der sich in Bonn für Jura habilitiert hat. Er war danach Privatdozent für Staatsrecht. Ab 1887 war Ernst Landsberg außerordentlicher (anfangs sogar unbesoldet), ab 1899 ordentlicher Professor an der Universität Bonn, einige Male Dekan der Juristischen Fakultät und 1914/15 ihr Rektor. Er beendete die von Roderich von Stintzing (1825–1883), seinem Lehrer, begonnene Geschichte der deutschen Rechtswissenschaft, die von 1880 bis 1910 im Münchner Oldenbourg Verlag erschien.
Über sein Fachgebiet hinaus befasste er sich intensiv mit französischer Kultur – er sprach ausgezeichnet Französisch. Zugleich vertrat er wie viele assimilierte Juden einen schwärmerischen deutschen Patriotismus und ließ seine Söhne evangelisch taufen. Dem Bonner Stadtrat gehörte Landsberg von 1911 bis 1918 als Vertreter der Nationalliberalen Partei an. In der Weimarer Republik schloss sich Landsberg dann jedoch der freisinnigen Deutschen Demokratischen Partei an, die weniger antisemitisch aufgestellt war als die nationalliberale DVP.
1896 heiratete er Anna Silverberg (1878–1938), eine Tochter von Adolf Silverberg (1845–1903) und Schwester des Großindustriellen Paul Silverberg (1876–1959). Der Ehe entstammten die Söhne Erich Landsberg (1897–1917), der als Kriegsfreiwilliger am Ersten Weltkrieg teilnahm und 1916 als Unteroffizier in Frankreich tödlich verwundet wurde, und Paul Ludwig Landsberg (1901–1944), der als junger Philosophieprofessor 1933 vor dem Nationalsozialismus nach Frankreich floh und 1944 dort verhaftet wurde und dem Holocaust zum Opfer fiel. Ernst Landsbergs Witwe Anna Landsberg zerbrach unter dem Terror der nationalsozialistischen Judenverfolgung – die Behörden verweigerten ihr die Ausreise zu ihrem Sohn – und beging 1938 Suizid.

## Wirken und Bedeutung
In der Forschung wird Landsberg bis heute als Klassiker der Geschichtsschreibung der deutschen Rechtswissenschaft des 18. und 19. Jahrhunderts gesehen, Sein Verdienst ist vornehmlich auf sein Konzept des „wissenschaftlichen Positivismus“ zurückzuführen. Dabei inspirierten ihn auch Hugo und Thibaut. Wissenschaftliches Ideal war die Orientierung am Gesetz, an der Kodifikation von Recht. Der Begründungsakt des Gesetzes sollte nicht in den Händen des Juristen liegen, sondern Ergebnis des Zusammenspiels der Disziplinen Philosophie und Politik sein. Damit stand er in Abkehr zum Kollegen Savigny, stimmmächtiger Hauptvertreter der Historischen Rechtsschule. Savigny selbst forderte, dass die Rechtssetzungsbefugnis in die Hände der Rechtswissenschaft gelegt werden, die nach seinem Vorbild zu akademisieren war, denn er misstraute einem staatlich verordneten Zivilrecht (siehe auch Kodifikationsstreit). Landsberg ging nicht nur in Distanz zu Savigny, sondern auch zu Hegels  „sittlicher Vernunft“, ein idealistischer Standpunkt, der ihm zu spekulativ war.
Landsberg besann sich stattdessen auf Kant zurück. Im Rahmen der Grenzziehung durch den von Kant postulierten Ignorabismus, bezog sich Landsberg auf das erkenntnistheoretische Grundlagenwerk der Kritik der reinen Vernunft. Er zog die Konsequenz, dass nicht die Rechtswissenschaft zum Rechtsetzungsrecht befugt sei, sondern allein die Philosophie (gestalterisch in der Politik), die Frage nach „absoluter Gerechtigkeit“ war aus seiner Sicht von vornherein nicht zu stellen (bloßes Phantom). Soweit die Rechtswissenschaft zwar keine materiellen Werte fixieren dürfe, verbliebe ihr dennoch viel an gestalterischem Spielraum, denn die ihr zugewiesene Aufgabe sei es, das ethische und wirtschaftliche Vorankommen der Menschheit mit allen ihr zur Verfügung stehenden wissenschaftlichen Mitteln durch Gesetzesauslegung, Geschichtskritik, Systematik, Methodik und Rechtsvergleichung zu fördern. Landsbergs Geschichtsbetrachtung – an sich durch die Absage an die Erkennbarkeit materieller Werte negativ bestimmt (Kant) – drehte sich ins Positive durch die Erkenntnis der Rechtswissenschaft, dass sie selbst sich auf die ihr zugewiesenen Spielräume zu beschränken hat.
Der später verlorene Erste Weltkrieg verschob dem wehmütigen Landsbergs in den 1920er Jahren die politischen und rechtlichen Koordinaten. Er sah sich mit dem Scheitern des von ihm gepriesenen Positivismus konfrontiert und er musste seine Geschichtsbetrachtung korrigieren. Er forschte nach den Ursachen für das Versagen des Rechts in hoheitlicher Hand (Legislative), ebenso für das Versagen der Rechtswissenschaft als Ideenlieferant und machte die politisch und wirtschaftlich revolutionären Verhältnisse dafür verantwortlich. In deutlich gewandelter Auseinandersetzung wandte er sich dem Naturrecht zu, das er 1910 noch als „absolut aussichtslos und irreführend“ abgelehnt hatte. 1924 schrieb er unter der Wirkung seiner Enttäuschung über die Beugsamkeit des Staatsrechts Zur ewigen Wiederkehr des Naturrechts und kehrte zur Rechtsquellenherrschaft der Rechtswissenschaft und damit zu Forderungen der Historischen Rechtsschule zurück.

## Stiftung
Die Ernst und Anna Landsberg-Erinnerungsstiftung hat Paul Silverberg im Jahr 1951 in Chur/Schweiz gegründet. Die Stiftung will das Andenken an seine Schwester und seinen Schwager bewahren, indem Studierende der Rechts- und Staatswissenschaftlichen Fakultät der Universität Bonn bei einem Studium an einer schweizerischen Universität gefördert werden.

## Bibliothek
Landsbergs Bibliothek gelangte 1932 an die Universitätsbibliothek der Harvard University.

## Veröffentlichungen
- Ueber die Entstehung der Regel „Quicquid non agnoscit Glossa, nec agnoscit Forum“. Adolf Marcus, Bonn 1879, OCLC 23118002 (Dissertation Universität Bonn 1879, 97 Seiten).
- Das Furtum des bösgläubigen Besitzers. Kritische Studie. Cohen, Bonn 1888; Neudruck: Scientia, Aalen 1970, ISBN 3-511-00713-5.
- Geschichte der Deutschen Rechtswissenschaft (= Geschichte der Wissenschaften in Deutschland. Band 18, ZDB-ID 1016690-7). 3 (in 4 Teilen) Bände. Oldenbourg, München 1880–1910; Neudruck: Scientia, Aalen 1978, ISBN 3-511-01360-7.
- Zur Biographie von Christian Thomasius …  (Festschrift zur zweiten Säcularfeier der Friedrichs-Universität zu Halle). Cohen / Universitäts-Buchdruckerei C. Georgi, Bonn 1894 C. Georgi, Bonn 1894, OCLC 494025680, (Habilitation Universität Bonn 1894, 36 Seiten).
- Das Recht des Bürgerlichen Gesetzbuches vom 18. August 1896. Ein dogmatisches Lehrbuch. 2 Bände. Guttentag, Berlin 1904; Nachdruck: (= 100 Jahre bürgerliches Gesetzbuch. Bürgerliches Recht. Band 24). Keip, Goldbach 2002, ISBN 3-8051-0988-1.
- Die Gutachten der Rheinischen-Immediat-Justiz-Kommission und der Kampf um die rheinische Rechts- und Gerichtsverfassung 1814–1819 (= Publikationen der Gesellschaft für Rheinische Geschichtskunde. Band 31). Hanstein, Bonn 1914, Nachdruck. Droste, Düsseldorf 2000, ISBN 3-7700-7612-5.